# ジェイソン・ミラー (俳優)
ジェイソン・ミラー（Jason Miller；本名 John Anthony Miller、1939年4月22日 - 2001年5月13日）は、アメリカ合衆国・ニューヨーク出身の俳優・劇作家。

## 経歴
ロングアイランド・クイーンズ区に生まれる。その後、一家はペンシルベニア州スクラントンに移り住む。セント・パトリック高校時代に宗教劇脚本コンテストで受賞し、イエズス会派のスクラントン大学に進学。卒業後はリンダ夫人と共に宗教劇団に参加し、さらにワシントンD.C.にあるアメリカ・カトリック大学で学ぶ。
1972年、オフ・ブロードウェイの舞台に立っていた頃に著した戯曲『栄光の季節』（That Championship Season）がブロードウェイで上演され、ニューヨーク劇評家賞、トニー賞、ピュリッツアー賞を受賞（1982年には自ら監督をして映画化）。
1973年、ウィリアム・ピーター・ブラッティ原作、ウィリアム・フリードキン監督の映画『エクソシスト』でカラス神父役に抜擢される。ミラー本人は信仰に篤い信者ではなかったが、カトリック教徒として神と悪魔の存在を信じており、カトリックの出自を持つ自身こそがカラス神父役に相応しいと製作陣に訴えかけることで役を勝ち取った。
リアリズムタッチの悪魔払いをテーマにした本作はオカルト映画として大ヒットし、宗教信仰に苦悩する若き神父役を演じたミラーもアカデミー最優秀助演男優賞候補になる。なお本作に参加した前後で息子のJordanがバイクに轢かれ瀕死の重傷を負い、離婚も経験する。その後再婚するも、『エクソシスト3』へ出演した際にもまた離婚を経験するなど、一連の不幸は「エクソシストの災い」として語られることもある。
以後、舞台を中心に活動したが、ブラッティの原作・監督による『トゥインクル・トゥインクル・キラー・カーン』（1980）『エクソシスト3』（1990）、デヴィッド・アンスポー監督の『ルディ/涙のウイニング・ラン』（1993）などの映画やテレビ作品に出演する。
2001年5月13日、心臓発作で逝去。
女優リンダ・ミラーやスーザン・バーナードら前妻と間に生まれた息子たち、ジェイソン・パトリックやジョシュア・ジョン・ミラーも俳優となった。

## 出演作品

### 映画
| 公開年 | 邦題 原題                                                          | 役名                       | 備考                           |
| ------ | ------------------------------------------------------------------ | -------------------------- | ------------------------------ |
| 1973   | エクソシスト The Exorcist                                          | デミアン・カラス神父       | アカデミー助演男優賞ノミネート |
| 1974   | 秘密組織・非情の掟 The Nickel Ride                                 | クーパー                   | 日本劇場未公開                 |
| 1977   | ドッグチェイス El Perro                                            | アリスティデス・ウングリア |                                |
| 1980   | トゥインクル・トゥインクル・キラー・カーン The Ninth Configuration | フランキー・レロ           | 日本劇場未公開                 |
| 1980   | 伝説のマリリン・モンロー Marilyn: The Untold Story                 | アーサー・ミラー           | テレビ映画                     |
| 1982   | バチカンの嵐 Monsignor                                             | ヴィート・アポリーニ       |                                |
| 1984   | トイ・ソルジャー/壮絶！ゲリラに挑むアマチュア決死隊 Toy Soldiers   | サージ                     | 日本劇場未公開                 |
| 1987   | 愛と栄光への日々 Light of Day                                      | ベンジャミン・ラズニック   |                                |
| 1990   | エクソシスト3 The Exorcist III                                     | 患者X                      |                                |
| 1993   | ルディ/涙のウイニング・ラン Rudy                                   | アラ・パーシジアン         |                                |
| 1995   | 偽証/殺人者は2度裁かれる Murdered Innocence                        | ローリンズ                 | 日本劇場未公開                 |
| 1998   | メビウス Trance                                                    | The Doctor                 |                                |
| 1999   | 大人たちのシーズン That Championship Season                        |                            | テレビ映画                     |

### テレビ
| 放映年 | 邦題 原題                            | 役名                           | 備考                                    |
| ------ | ------------------------------------ | ------------------------------ | --------------------------------------- |
| 1978   | デイン家の呪い The Dain Curse        | オーウェン・フィッツステファン | ミニシリーズ                            |
| 1987   | ナイトヒート/夜の大捜査網 Night Heat | ジャック・ナリン               | シーズン3 第8話 "All the King's Horses" |